# Phrynobatrachus
A Phrynobatrachus a kétéltűek (Amphibia) osztályába, a békák (Anura) rendjébe és a Phrynobatrachidae családba tartozó egyetlen nem.

## Elterjedésük
A nembe tartozó fajok Afrika Szaharától délre eső területeinek legelterjedtebb kétéltűi közé tartoznak. Általában kis testűek, mozgásuk gyors. Élőhelyük változatos, a szavannától az esőerdőig terjed.

## Rendszerezésük
A Phrynobatrachus nembe az alábbi fajok tartoznak:
- Phrynobatrachus acridoides (Cope, 1867)
- Phrynobatrachus acutirostris Nieden, 1912
- Phrynobatrachus afiabirago  Ofori-Boateng, Leaché, Obeng-Kankam, Kouamé, Hillers, and Rödel, 2018
- Phrynobatrachus africanus (Hallowell, 1858)
- Phrynobatrachus albifer (Ahl, 1924)
- Phrynobatrachus albomarginatus De Witte, 1933
- Phrynobatrachus alleni Parker, 1936
- Phrynobatrachus ambanguluensis  Greenwood, Loader, Lawson, Greenbaum, and Zimkus, 2020
- Phrynobatrachus annulatus Perret, 1966
- Phrynobatrachus anotis Schmidt & Inger, 1959
- Phrynobatrachus arcanus  Gvoždík, Nečas, Dolinay, Zimkus, Schmitz, and Fokam, 2020.
- Phrynobatrachus asper Laurent, 1951
- Phrynobatrachus auritus Boulenger, 1900
- Phrynobatrachus batesii (Boulenger, 1906)
- Phrynobatrachus bequaerti (Barbour & Loveridge, 1929)
- Phrynobatrachus bibita  Goutte, Reyes-Velasco, and Boissinot, 2019
- Phrynobatrachus breviceps Pickersgill, 2007
- Phrynobatrachus brevipalmatus (Ahl, 1925)
- Phrynobatrachus brongersmai Parker, 1936
- Phrynobatrachus bullans Crutsinger, Pickersgill, Channing, & Moyer, 2004
- Phrynobatrachus calcaratus (Peters, 1863)
- Phrynobatrachus chukuchuku Zimkus, 2009
- Phrynobatrachus congicus (Ahl, 1925)
- Phrynobatrachus cornutus (Boulenger, 1906)
- Phrynobatrachus cricogaster Perret, 1957
- Phrynobatrachus cryptotis Schmidt & Inger, 1959
- Phrynobatrachus dalcqi Laurent, 1952
- Phrynobatrachus danko Blackburn, 2010
- Phrynobatrachus dendrobates (Boulenger, 1919)
- Phrynobatrachus discogularis Pickersgill, Zimkus, and Raw, 2017
- Phrynobatrachus dispar (Peters, 1870)
- Phrynobatrachus elberti (Ahl, 1925)
- Phrynobatrachus francisci Boulenger, 1912
- Phrynobatrachus fraterculus (Chabanaud, 1921)
- Phrynobatrachus gastoni Barbour & Loveridge, 1928
- Phrynobatrachus ghanensis Schiøtz, 1964
- Phrynobatrachus giorgii De Witte, 1921
- Phrynobatrachus graueri (Nieden, 1911)
- Phrynobatrachus guineensis Guibé & Lamotte, 1962
- Phrynobatrachus gutturosus (Chabanaud, 1921)
- Phrynobatrachus hieroglyphicus Rödel, Ohler, & Hillers, 2010
- Phrynobatrachus horsti  Rödel, Burger, Zassi-Boufou, Emmrich, Penner, and Barej, 2015
- Phrynobatrachus hylaios Perret, 1959
- Phrynobatrachus inexpectatus Largen, 2001
- Phrynobatrachus intermedius Rödel, Boateng, Penner, & Hillers, 2009
- Phrynobatrachus irangi Drewes & Perret, 2000
- Phrynobatrachus jimzimkusi Zimkus, Gvoždík, & Gonwouo, 2013
- Phrynobatrachus kakamikro Schick, Zimkus, Channing, Köhler, & Lötters, 2010
- Phrynobatrachus keniensis Barbour & Loveridge, 1928
- Phrynobatrachus kinangopensis Angel, 1924
- Phrynobatrachus krefftii Boulenger, 1909
- Phrynobatrachus latifrons Ahl, 1924
- Phrynobatrachus leveleve Uyeda, Drewes, & Zimkus, 2007
- Phrynobatrachus liberiensis Barbour & Loveridge, 1927
- Phrynobatrachus mababiensis FitzSimons, 1932
- Phrynobatrachus maculiventris Guibé & Lamotte, 1958
- Phrynobatrachus manengoubensis (Angel, 1940)
- Phrynobatrachus mayokoensis  Rödel, Burger, Zassi-Boulou, Emmrich, Penner, and Barej, 2015
- Phrynobatrachus mbabo  Gvoždík, Nečas, Dolinay, Zimkus, Schmitz, and Fokam, 2020
- Phrynobatrachus minutus (Boulenger, 1895)
- Phrynobatrachus nanus (Ahl, 1925)
- Phrynobatrachus natalensis (Smith, 1849)
- Phrynobatrachus njiomock Zimkus & Gvoždík, 2013
- Phrynobatrachus ogoensis (Boulenger, 1906)
- Phrynobatrachus pakenhami Loveridge, 1941
- Phrynobatrachus pallidus Pickersgill, 2007
- Phrynobatrachus parkeri De Witte, 1933
- Phrynobatrachus parvulus (Boulenger, 1905)
- Phrynobatrachus perpalmatus Boulenger, 1898
- Phrynobatrachus petropedetoides Ahl, 1924
- Phrynobatrachus phyllophilus Rödel & Ernst, 2002
- Phrynobatrachus pintoi Hillers, Zimkus, & Rödel, 2008
- Phrynobatrachus plicatus (Günther, 1858)
- Phrynobatrachus pygmaeus (Ahl, 1925)
- Phrynobatrachus rainerguentheri Rödel, Onadeko, Barej, & Sandberger, 2012
- Phrynobatrachus rouxi (Nieden, 1912)
- Phrynobatrachus rungwensis (Loveridge, 1932)
- Phrynobatrachus ruthbeateae Rödel, Doherty-Bone, Kouete, Janzen, Garrett, Browne, Gonwouo, Barej, Sandberger, 2012
- Phrynobatrachus sandersoni (Parker, 1935)
- Phrynobatrachus scapularis (De Witte, 1933)
- Phrynobatrachus scheffleri (Nieden, 1911)
- Phrynobatrachus schioetzi Blackburn & Rödel, 2011
- Phrynobatrachus steindachneri Nieden, 1910
- Phrynobatrachus sternfeldi (Ahl, 1924)
- Phrynobatrachus stewartae Poynton & Broadley, 1985
- Phrynobatrachus sulfureogularis Laurent, 1951
- Phrynobatrachus taiensis Perret, 1988
- Phrynobatrachus tanoeensis  Kpan, Kouamé, Barej, Adeba, Emmrich, Boateng, and Rödel, 2018
- Phrynobatrachus tokba (Chabanaud, 1921)
- Phrynobatrachus ukingensis (Loveridge, 1932)
- Phrynobatrachus ungujae Pickersgill, 2007
- Phrynobatrachus uzungwensis Grandison & Howell, 1983
- Phrynobatrachus versicolor Ahl, 1924
- Phrynobatrachus villiersi Guibé, 1959
- Phrynobatrachus werneri (Nieden, 1910)